# Aa denticulata
Aa denticulata är en orkidéart som beskrevs av Rudolf Schlechter. Aa denticulata ingår i släktet Aa och familjen orkidéer. Inga underarter finns listade i Catalogue of Life.